# Garth Lee
Garth Lee (sinh ngày 30 tháng 9 năm 1943) là một cầu thủ bóng đá người Anh, thi đấu ở vị trí tiền vệ cánh ở Football League cho Chester.